# Adiantum cordatum
Adiantum cordatum är en kantbräkenväxtart som beskrevs av William Ralph Maxon. Adiantum cordatum ingår i släktet Adiantum och familjen Pteridaceae. Inga underarter finns listade.